# Chersodromia icana
Chersodromia icana är en tvåvingeart som beskrevs av Walker 1851. Chersodromia icana ingår i släktet Chersodromia och familjen puckeldansflugor. Inga underarter finns listade i Catalogue of Life.